# جورج غويبرت
جورج غويبرت (بالفرنسية: Georges Guibert)‏ هو مبشر فرنسي، ولد في 5 سبتمبر 1915 في باريس في فرنسا، وتوفي في 30 سبتمبر 1997.